# 리사 윌콕스 (배우)

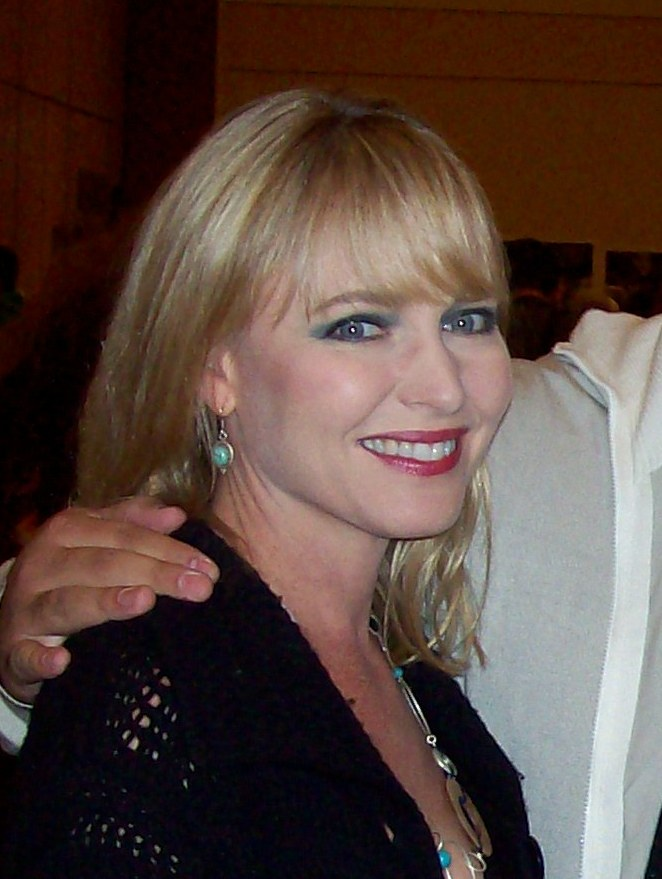

리사 윌콕스(Lisa Wilcox, 1964년 4월 27일 ~ )는 미국의 배우이다.
컬럼비아에서 태어났다.

## 출연 작품

### 영화
- 럭키 댄싱 2 (1984, Gimme an 'F') - 디먼스 댄스 스쿼드 멤버 역
- 나이트메어 4: 꿈의 지배자 (1988)
- 나이트메어 5: 꿈꾸는 아이들 (1989)
- Unauthorized Brady Bunch: The Final Days (2000)
- The Intruders (2009) - 소피아 드레이크 역

### 텔레비전
- 낫츠 랜딩 (1989, Knots Landing)
- A Place Called Hollywood (2019) - 팸 로던슬래거 역